# Waschhaut

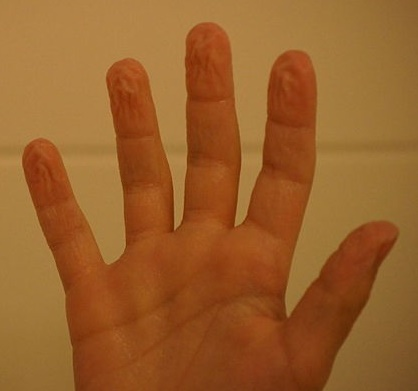
Durch Feuchtigkeit schrumplig gewordene Finger eines Erwachsenen

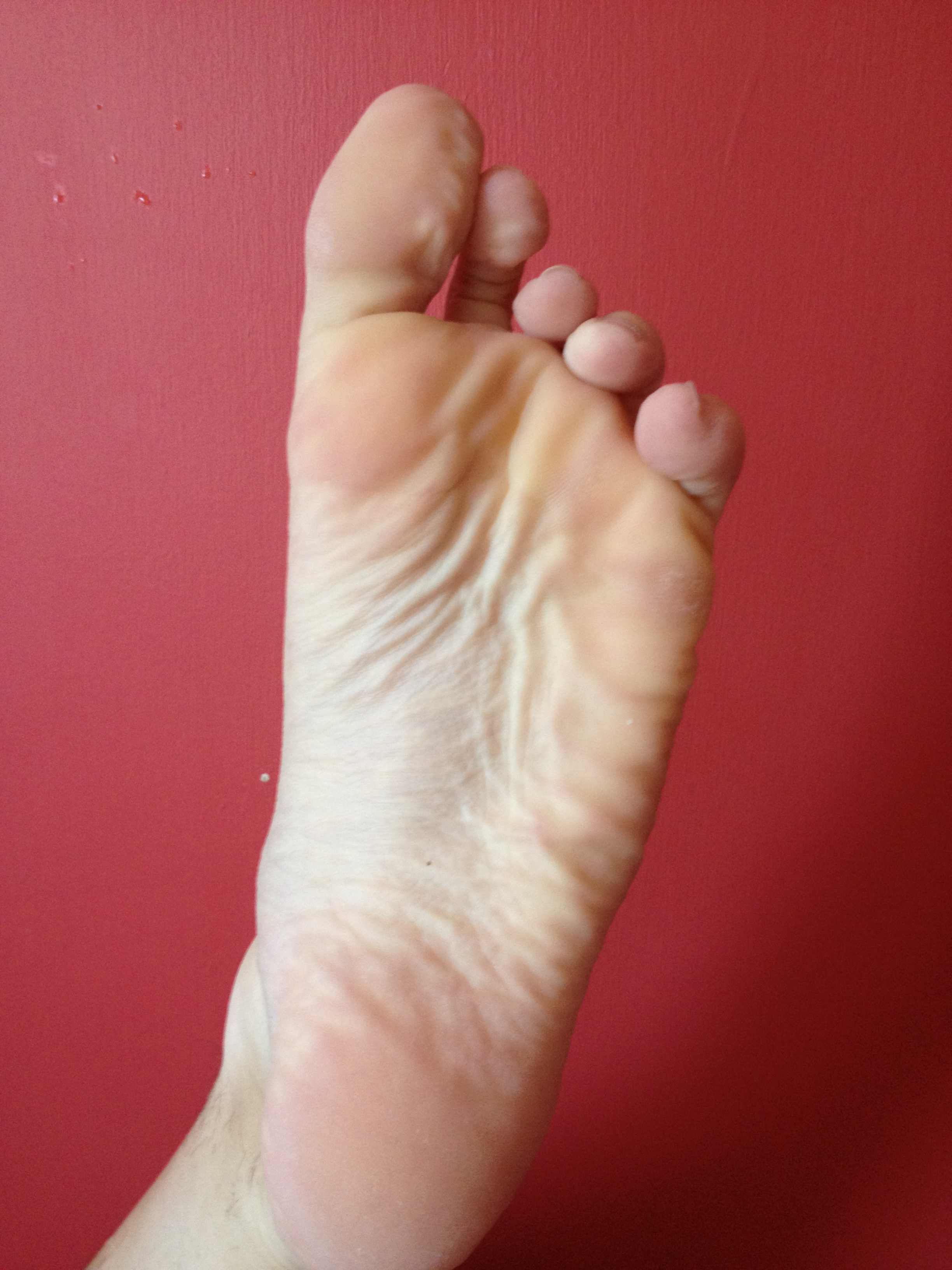
Durch Feuchtigkeit schrumplig gewordener Fuß eines Erwachsenen

Waschhaut ist ein Trivialbegriff für die durch Wassereinwirkung vorübergehend faltig aufgequollene Haut der menschlichen Hände und Füße. Andere Begriffe sind Waschfrauenhände/-haut oder Spülhände/-haut. Diese Erscheinung kann verschiedene Ursachen haben: längere Exposition unter feuchten Bedingungen, Übertragung einer Geburt, Costello-Syndrom oder post mortem.

## Provokation im Feuchten
Wasserkontakt von 30 Minuten (wie Baden, Schwimmen, Arbeiten im Wasser, längerer Wärme- und Feuchtigkeitsstau, Tragen feuchtigkeitsdichter Handschuhe, längere Exposition feucht-alkalischer Bedingungen) kann in aller Regel Waschfrauenhände erzeugen. Dabei werden die Fußsohlen, Finger- und Zehenkuppen faltig, andere Hautareale nicht oder kaum.
Die gängige Erklärung beruht darauf, dass keratinreiche epitheliale Haut in Feuchtigkeit Wasser aufnimmt, wodurch sich die Haut ausdehnt. Die größere Fläche führt zu einer Faltenbildung. Üblicherweise bilden Finger und Zehen zuerst Falten, weil ihre Haut eine dickere Keratinschicht, aber keine Behaarung und keine Talgdrüsen trägt, welche schützende Öle (Sebum) abgibt.
Der Vorgang der Faltenbildung kann jedoch nur teilweise auf eine Mazeration der Hornschicht zurückgeführt werden, als Ergebnis eines passiven Einströmens von Wasser in die Haut aufgrund von Osmose. Auch eine autonome nervöse Steuerung der Vasokonstriktion ist daran beteiligt. Bei Nervenverletzungen der Hand kann die Ausbildung von Waschfrauenhänden unter feuchten Bedingungen unterbleiben, sodass das längere Eintauchen der Hände auch als klinischer Test in der Neurologie verwendet wird.
Wasser initiiert daher möglicherweise die Faltenbildung, indem es die Elektrolytkonzentration der betreffenden Hautzonen herabsetzt, indem es durch deren zahlreiche Schweißdrüsengänge einströmt. Davon könnten auch gefäßnahe Neuronenmembranen betroffen sein, was eine Gefäßkontraktion bewirken kann und so eine verstärkte Faltenbildung provoziert. Die Mazeration ist nach Entfettung der Haut verstärkt, z. B. durch Waschen mit Tensiden. Bei häufigerer oder längerfristiger Mazeration der Haut kann ein toxisches Kontaktekzem entstehen, z. B. bei längerem Tragen von feuchtigkeitsdichten Handschuhen oder das Hausfrauenekzem.

## Selektiver Vorteil
Der selektive Vorteil der Hautfaltenbildung unter feuchten Bedingungen wird kontrovers diskutiert.

### Keine eigenständige Anpassung
Der Paläontologe und Evolutionsbiologe Stephen Jay Gould betrachtete ihn weniger als eine evolutionäre Anpassung, denn als Begleiterscheinung, und warnte vor dem Zwang, jede Erscheinung als eine einzeln vorteilbringende deuten zu müssen. In diesem Zusammenhang wurde vermutet, dass wesentliche evolutionäre Änderungen der Handanatomie im Laufe der Stammesgeschichte des Menschen die Bildung einer Faust unterstützen und in diesem Entwicklungsprozess könnte die Bildung von Waschfrauenhänden eine untergeordnete Rolle gespielt haben.

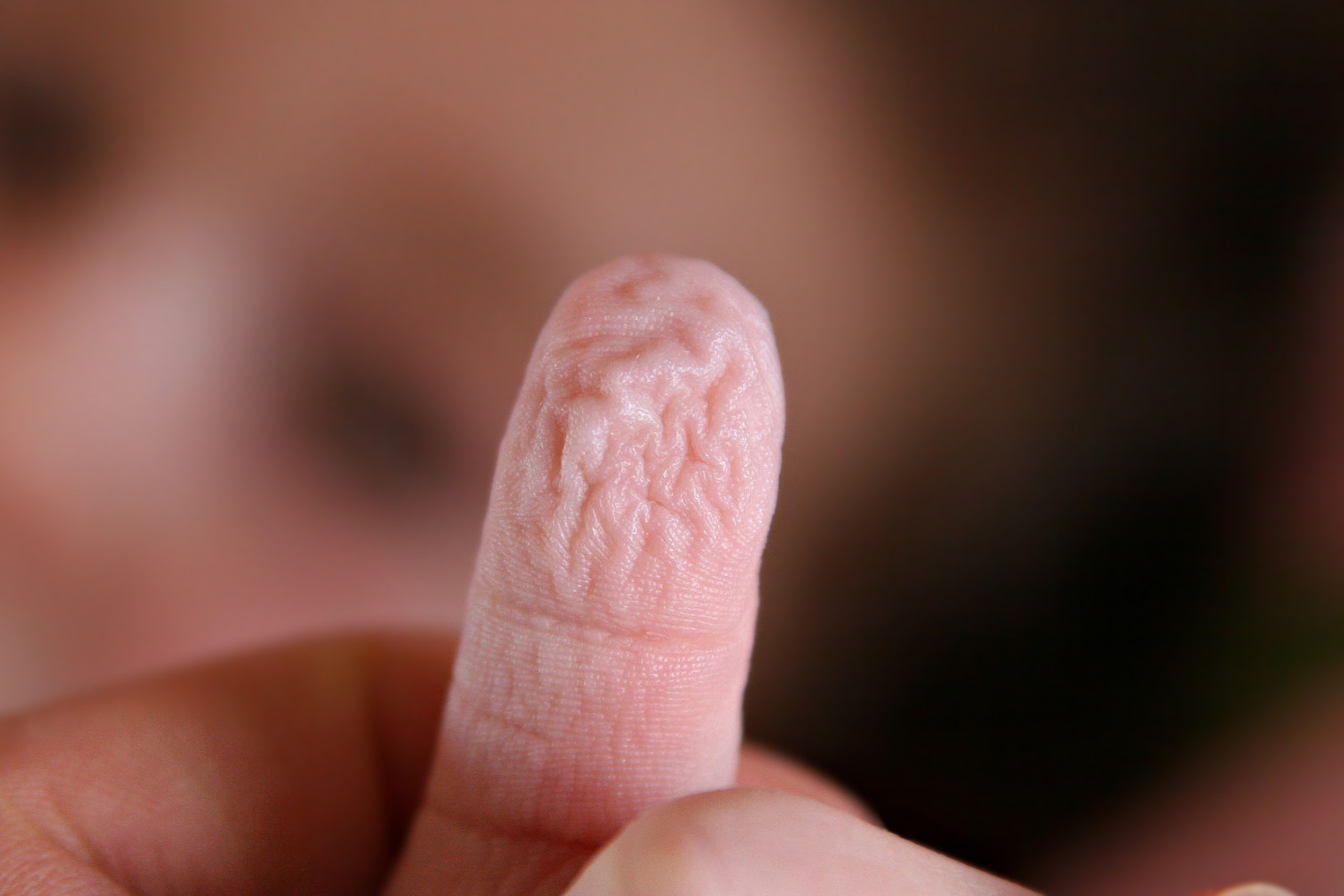
Durch Feuchtigkeit schrumplig gewordener Finger eines Kleinstkindes

### Erhöhte Grifffestigkeit
Für eine zugrunde liegende evolutionäre Anpassung spricht, dass sich Waschfrauenhände mittels aktiver Vasokonstriktion nur an speziellen Hautarealen ausbilden (Finger- und Zehenkuppen). Die Erscheinung der parallel angeordneten Fingerkuppenfalten von Waschfrauenhänden wurde analogisiert mit den Profilen von Reifen oder Wasserrinnen an einem Hang. Daraus wurde die Vermutung abgeleitet, sie wären geeignet, Wasser besser ablaufen oder verdrängen zu lassen, um so einen besseren Griff zu erlauben.
Dieser Vorstellung entsprechend konnte experimentell gezeigt werden, dass Probanden mit Waschfrauenhänden feuchte Marmorstücke signifikant schneller von einem Behälter in einen anderen umlagern konnten, als solche ohne Waschfrauenhände.

### Kein Vorteil im Wasser
Der Effekt der verbesserten Grifffestigkeit von Waschfrauenhänden zur Aufnahme von Gegenständen unter Wasser konnte experimentell jedoch nicht belegt werden.

## Folgen
Werden Hände oder Füße über einen Zeitraum von mehreren Tagen feuchtgehalten, kann ein Kälte-Nässe-Schaden der Hände oder Füße eintreten, der durch Pilzbefall und Keime zu einer dauerhaften Schädigung des Gewebes führt.

## Post mortem
Auch wenn die Hände einer Leiche feucht gehalten werden, entwickeln sich Waschfrauenhände nach Art einer Mazeration oder infolge Eindringens von Wasser.